# Seznam katarských panovníků
Toto je seznam katarských panovníků od roku 1868, kdy šejch Muhammad ibn Sání z rodu Al Sání porazil bahrajnské vojsko a vzal titul chakim („ten, kdo soudí mezi lidmi”) Kataru. 
| Jméno     | Obrázek | Období vlády | Život           | Rodiče                                                            | Poznámky                                                                                             |
| --------- | ------- | ------------ | --------------- | ----------------------------------------------------------------- | --- |
| Muhammad  |         | 1868–1876    | před 1788–1878  | šejch Sání ibn Muhammad al-Vadhiri                                | chakim Dauhy od kolem 1860, chakim Kataru od 1868, první osmanský kajmakam Kataru od 1871, abdikoval |
| Džasim    |         | 1876–1913    | kolem 1825–1913 | Muhammad ibn Sání šejcha Núra bint Fahd al-Kuvari                 | osmanský kajmakam Kataru                                                                             |
| Ahmad I.  |         | 1900–1905    | před 1853–1905  | Muhammad ibn Sání                                                 | spoluvládce, osmanský kajmakam Kataru, byl zastřelen                                                 |
| Abdalláh  |         | 1913–1949    | 1871–1957       | Džasim ibn Muhammad Al Sání šejcha Núr bint Muhammad al-Hanim     | první emír samostatného Kataru pod britským protektorátem, abdikoval                                 |
| Alí       |         | 1949–1960    | 1895–1974       | Abdalláh ibn Džasim Al Sání šejcha Mariam bint Abdalláh al-Attija | byl nucen abdikovat                                                                                  |
| Ahmad II. |         | 1960–1972    | 1920–1977       | Alí ibn Abdalláh Al Sání                                          | byl sesazen v palácovém převratu                                                                     |
| Chalífa   |         | 1972–1995    | 1932            | Hamád ibn Abdalláh Al Sání šejcha bint Muhammad as-Suwajdi        | byl sesazen v palácovém převratu                                                                     |
| Hamad     |         | 1995–2013    | 1952            | Chalífa ibn Hamád Al Sání šejcha Áiša bint Hamad al-Attija        | byl nucen abdikovat                                                                                  |
| Tamím     |         | od 2013      | 1980            | Hamad bin Chalífa Ál Thání šejcha Moza bint Naser al-Misned       | |